# Robin Shou

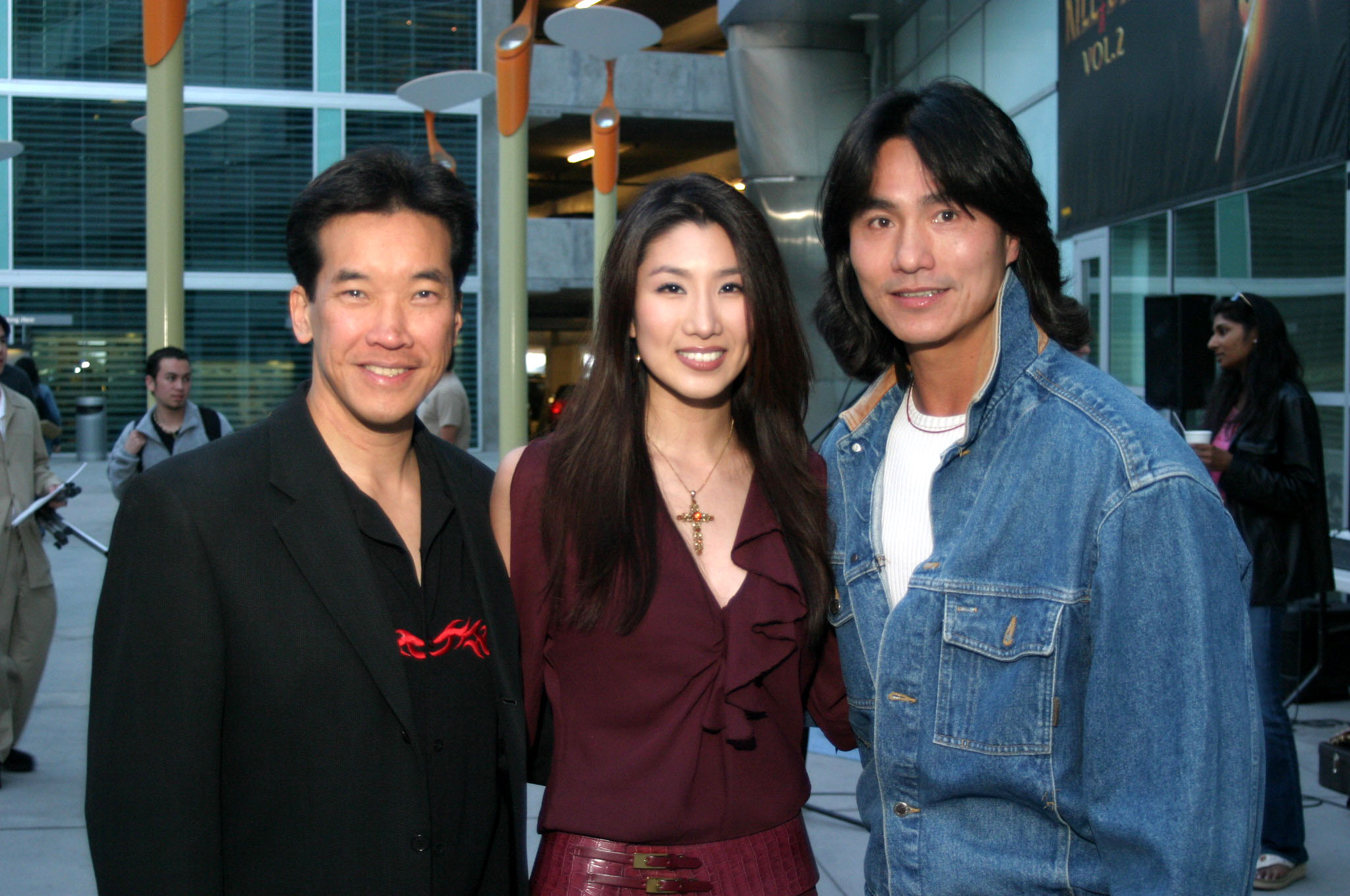
Peter Kwong, Annie Lee i Robin Shou.

Robin Shou, chiń. 仇雲波, właściwie Shou Wan Por (ur. 17 lipca 1960 w Hongkongu) – amerykański aktor filmowy pochodzenia chińskiego, mistrz wschodnich sztuk walki, reżyser i producent filmowy.

## Życiorys
Urodził się w Hongkongu jako czwarty syn szanghajskiego krawca i gospodyni domowej. Ma dwie starsze siostry i dwóch braci – starszego i młodszego. W 1971 jego rodzina przeniosła się do Stanów Zjednoczonych. Z wykształcenia inżynier. Ukończył Palm Springs High School i California State University w Los Angeles.
Zadebiutował rolą płatnego zabójcy z KGB w filmie Sing si jin jaang (1988). Grał również w komedii Dennisa Dugana Wielki biały ninja (1997). Popularność zdobył dzięki roli Liu Kanga w pierwszej oraz drugiej części filmu Mortal Kombat.

## Filmografia
- 1988: Sing si jin jaang jako zabójca
- 1995: Mortal Kombat jako Liu Kang
- 1997: Wielki biały ninja jako Gobei
- 1997: Mortal Kombat 2: Unicestwienie jako Liu Kang
- 2003: Red Trousers – The Life of the Hong Kong Stuntmen jako Evan/Narrator
- 2008: Death Race: Wyścig śmierci jako 14K
- 2009: Street Fighter: Legenda Chun-Li jako Gen
- 2009: Dowody zbrodni jako Bo-Lin Chen (1983)
- 2010: Death Race 2 jako 14K
- 2012: Sleeping Dogs jako Conroy Wu / Roland Ho (głos)